# ミハイ・ラドゥツ
ミハイ・コスミン・ラドゥツ（Mihai Cosmin Răduț, 1990年3月18日 - ）は、ルーマニア・スラティナ出身の同国代表サッカー選手。ポジションはMF（ウィング）。ミレル・ラドイと親交がある。フリーキックを得意とするテクニシャン。

## 経歴
ポルトガルのスポルティングCP・ユースに所属経験がある。FCインテルナツィオナル・クルテア・デ・アルジェシュにて中盤の中核選手となり、ルーマニア代表のアンダー世代を経て、A代表にも選出。
2010-11シーズンよりステアウア・ブカレストへ移籍した。2016年6月14日、アラビアン・ガルフ・リーグのハッタ・クラブに1年契約で加入した。

## タイトル
ステアウア・ブカレスト
- リーガ1 : 2013-14
- スーペルクパ・ロムニエイ : 2013
- クパ・ロムニエイ : 2010-11